# Franz Pöpel
Franz Pöpel (* 4. Oktober 1901 in Braunschweig; † Oktober 1990) war ein deutscher Professor für Bauingenieurwesen an der Technischen Hochschule Stuttgart.
Wichtige Arbeiten Pöpels behandeln den Umgang mit Klärschlamm und wasserwirtschaftliche Themen. So untersuchte er beispielsweise im Auftrag des seinerzeit noch bestehenden Ministeriums für Wasserwirtschaft das Fließverhalten von Wasser und konnte einige Behauptungen Viktor Schaubergers über Verwirbelungen in Rohren empirisch verifizieren.
Pöpel war ein führender Forscher im Bereich der Planung und Errichtung von Klär- und Verbrennungsanlagen.

## Werke
- Franz Pöpel, Wolfgang Vater, Bernhard Jäger: Die Verfahren zur Aufbereitung von städtischem Klärschlamm. Oldenbourg in Komm 1958
- Festschrift zum 60. Geburtstag von Professor Dr. Ing. habil. Franz Pöpel am 4. Oktober 1961
- Belebungsanlagen. Leistung – Berechnung – Entwurf, ISBN 3-8078-8012-7
- Einflüsse auf Menge und Zusammensetzung von Hausmüll, Sperrmüll und Industrieabfällen, 1969